# Plivu na tvůj hrob
Plivu na tvůj hrob, anglicky: Day of the Woman, známý pod distribučním titulem I Spit on Your Grave, je kontroverzní nezávislý film z kategorie rape and revenge. Jedná se o kanadský psychologický thriller režiséra, producenta a scenáristy Meira Zarchiho.
Omezeně byl uveden v roce 1978, masověji pak v reedici o dva roky později. V roce 2010 proběhla premiéra jeho remaku. Přední filmoví kritici jej odsoudili za přílišné zobrazování násilí a dlouhé záběry znásilnění. Roku 2010 jej časopis Time zařadil mezi deset nejabsurdnějších filmů s násilnou tematikou (Ridiculously Violent Movies).

## Obsazení
| Camille Keatonová  | Jennifer Hills     |
| Eron Tabor         | Johnny             |
| Richard Pace       | Matthew Lucas      |
| Anthony Nichols    | Stanley            |
| Gunter Kleemanns   | Andy               |
| Alexis Magnottiová | manželka strážníka |
| Tammy Zarchi       | dítě               |
| Terry Zarchi       | dítě               |
| Traci Ferranteová  | servírka           |
| William Tasgal     | vrátný             |
| Isaac Agami        | řezník             |
| Ronit Havivová     | dívka v obchodu    |

## Produkce
Chata, kterou si pronajala představitelka Jennifer Hillsové a exteriéry okolí s řekou a benzínovou pumpou byly natáčeny na lokacích Kentu v americkém státě Connecticut. Chata, ve které vznikla většina interiérů, byla majetkem režisérova přítele a kameramana Nouriho Haviva.

## Název
Oficiální název Day of the Woman (Den ženy) byl pro obnovené rozšířené uvedení do kin v roce 1980 změněn na I Spit on Your Grave (Plivu na tvůj hrob), přestože se režiséru Meiru Zarchimu nelíbil.

## Distribuce
Camille Keatonová, praneteř Bustera Keatona, obdržela za roli Jennifer Hilllsové ocenění pro nejlepší herecký výkon na Mezinárodním katalánském filmovém festivalu v roce 1978.
Zarchi několikrát snímek nabídl do distribuce Motion Picture Association of America. Pokaždé došlo k jeho odmítnutí pro přílišné násilí, aniž byly specifikovány stopáže, které měly být závadné. V roce 1980 thriller nově sestříhal, ale opět s výsledným odmítnutím.
Zarchi tak distribuoval snímek sám, několikrát jej promítl ve venkovských autokinech. Roku 1980 získal pro uvedení distribuční síť Jerry Gross Organization, a to s podmínkou přejmenování dle jejího výběru.

## Cenzura a zákaz
Mnoho států včetně Irska, Norska, Islandu a Spolkové republiky Německo thriller zakázala, s odůvodněním nevhodné „oslavy násilí na ženě“. Kanada nejdříve uplatnila také zákaz, v 90. letech však přenesla rozhodnutí případného uvedení na provincie. Od roku 1998 tak Manitoba, Nové Skotsko a Québec distribuci povolily.
Cenzurovaná americká verze byla uvedena v roce 1982 na australském trhu, jako nepřístupná do 18 let. Roku 1987 pak neuspěla žádost na jeho zákaz. V prodeji snímek zůstal až do roku 1997, kdy došlo se zavedením nových opatření k jeho stažení. V roce 2004 byl prodej nesetříhané verze obnoven. Soudní rozhodnutí uvedlo, že kastrace není druhem sexuálního násilí.
Ve Spojeném království byl snímek zařazen do kategorie tzv. „nechutné kinematografie“ (video nasty), jejíž obsah směl být na počátku 80. let distribuován pouze na videokazetách. Až do roku 2001 pak setrval na seznamu zakazující veřejné uvedení. Od tohoto data je značně sestříhaná verze uváděna s klasifikací přístupné od 18 let. Britská verze byla v roce 2001 také vydána prostřednictvím DVD na Novém Zélandu, opět od 18 let.